# Карл Айбл
Карл Айбл (на немски: Karl Eibl) е австрийски и немски офицер, служил по време на Първата и Втората световна война.

## Биография

### Ранен живот, кариера и Първа световна война (1914 – 1918)
Карл Айбл е роден на 23 юли 1891 г. в Щег, Австро-Унгария.
Присъединява се към армията и към 1914 г. е със звание лейтенант. Участва в Първата световна война и достига звание оберлейтенант. След войната преследва кариера в австрийската армия, където служи в пехотни подразделения. След аншлуса се присъединява към Вермахта.

### Втората световна война (1939 – 1945)
В началото на Втората световна война, вече със звание оберстлейтенант, командва пехотен батальон. На 8 юни 1940 г. поема командването на 132-ри пехотен полк, на 8 януари 1942 г. става командир на 385-а пехотна дивизия, а на 24 януари 1943 г. му е поверено командването на 24-ти танков корпус.

#### Смърт
Убит е на 21 януари 1943 г. по време на бойни действия на Източния фронт. Посмъртно е удостоен със званието генерал от пехотата.

## Военна декорация
| - Германски орден „Железен кръст“ (1914) – II (?) и I степен (?) - Орден „Кръст на честта“ (?) - Германска „Значка за раняване“ (?) - Рицарски кръст с дъбови листа и мечове | - - Носител на Рицарски кръст № 184 (15 август 1940) - Носител на Дъбови листа № 50 (31 декември 1941) - Носител на Мечове № 21 (19 декември 1942) |